# Contea di Marion (Mississippi)
La contea di Marion ( in inglese Marion County ) è una contea dello Stato del Mississippi, negli Stati Uniti. La popolazione al censimento del 2000 era di 25 595 abitanti. Il capoluogo di contea è Columbia.